# Rhamphochromis
Rhamphochromis – rodzaj słodkowodnych ryb okoniokształtnych z rodziny pielęgnicowatych (Cichlidae).

## Występowanie
Gatunki endemiczne jeziora Malawi w Afryce.

## Klasyfikacja
Gatunki zaliczane do tego rodzaju:
- Rhamphochromis esox
- Rhamphochromis ferox
- Rhamphochromis longiceps
- Rhamphochromis macrophthalmus
- Rhamphochromis woodi

Gatunkiem typowym jest Hemichromis longiceps.